# Yuzhnoukrainsk
Pivdennoukrainsk (em ucraniano:  Південноукраїнськ) é uma cidade da Ucrânia, situada no Oblast de Mykolaiv. Tem 24,38 km² de área e sua população em 2020 foi estimada em 39.404 habitantes.